# 塞拉瓦莱堡
塞拉瓦莱堡是意大利艾米利亚-罗马涅大区博洛尼亚省的一个镇，距离大区首府博洛尼亚约25公里。